# Condrusos

Mapa de los pueblos galos.

Los condrusos (en latín, Condrusi) fueron un pequeño pueblo germánico (según Venceslas Kruta), mientras que para otros es de carácter celta. César lo menciona dentro de la Galia Bélgica y lo llama germano, junto con los eburones, los cerosos y los pemanos (Comentarios a la guerra de las Galias, libro II. 4). En tres ocasiones los menciona Julio César en sus Comentarios a la guerra de las Galias:
1. Se unieron a otras tribus contra César en el año 57 a. C. Relata César que los belgas atacaron a las legiones romanas estacionadas en la Galia. César se alió con los remos, a fin de conocer las fuerzas enemigas. Galba, rey de los suesiones y caudillo de todos los pueblos belgas, se comprometió a reunir 50.000 hombres, y las diversas tribus contribuyeron con distintas cantidades; los condrusos, los eburones, los cerosos, los pemanos 40.000 hombres (Libro II, 4).
2. Durante las guerras de Germania (55 a. C.), un gran número de ciudades galas enviaron embajadas a los germanos invitándolos a no acantonarse en el Rin. Los germanos aceptaron y llegaron al territorio de los eburones y los condrusos, donde César precisa que son clientes de los tréveros (Libro IV, 6). Los condrusos y los eburones eran, pues, tributarios de los tréveros.
3. En 53 a. C. los condrusos y los segnos enviaron una embajada a César para que no los considerase como enemigos y no creyera que todos los germanos de aquende el Rin hacían causa común. César les exigió que entregasen a los eburones que habían huido a sus territorios para no invadirlos (Libro VI, 32).

Los eburones vivían entre el Mosa y el Rin y sus vecinos al norte eran los menapios. Los segnos y condrusos se hallaban entre los eburones y los tréveros. Su territorio se situaba al sur del Mosa, en el bosque de las Ardenas. 
En la época galorromana, el reagrupamiento de los atuátucos, los condrusos y los eburones dio lugar al nacimiento de la ciudad de Tongres. El etnónimo aparece en el término celta condate, que significa confluente, nombre de la capital de los redones (hoy Rennes). 
Los condrusos dieron su nombre a la comarca del Condroz (Región Valona), con capital en Ciney, en el antiguo principado de Lieja.

## Wikisource
- Julio César, Comentarios a la guerra de las Galias'’ (en francés):
- Libro II
- Libro IV
- Libro VI